# Ủy ban Xã hội của Quốc hội (Việt Nam)
Ủy ban Xã hội Quốc hội Việt Nam là cơ quan chuyên trách của Quốc hội Việt Nam, cơ quan giám sát các lĩnh vực liên quan tới lao động, y tế, xã hội, tôn giáo và vấn đề khác do Quốc hội giao.
Ngoài ra các ủy viên ủy ban có quyền giám sát bảo hiểm xã hội, chính sách dành cho người cao tuổi, người có công...
Trước đây Ủy ban có tên cũ là Ủy ban Về các vấn đề xã hội. Kể từ Quốc hội khóa XV, Ủy ban đổi tên thành Ủy ban Xã hội.

## Chức năng và nhiệm vụ
Ủy ban về các vấn đề xã hội của Quốc hội có chức năng và nhiệm vụ sau:
- Thẩm tra dự án luật, dự án pháp lệnh thuộc lĩnh vực lao động, y tế, xã hội, tôn giáo và các dự án khác do Quốc hội, Uỷ ban thường vụ Quốc hội giao;
- Giám sát việc thực hiện luật, nghị quyết của Quốc hội, pháp lệnh, nghị quyết của Uỷ ban thường vụ Quốc hội thuộc lĩnh vực các vấn đề xã hội; giám sát hoạt động của Chính phủ, các bộ, cơ quan ngang bộ trong việc thực hiện chính sách về các vấn đề xã hội trong các kế hoạch, chương trình phát triển kinh tế - xã hội của đất nước;
- Giám sát văn bản quy phạm pháp luật của Chính phủ, Thủ tướng Chính phủ, Bộ trưởng, Thủ trưởng cơ quan ngang bộ, văn bản quy phạm pháp luật liên tịch giữa các cơ quan nhà nước có thẩm quyền ở trung ương hoặc giữa cơ quan nhà nước có thẩm quyền với cơ quan trung ương của tổ chức chính trị - xã hội thuộc lĩnh vực Uỷ ban phụ trách;
- Kiến nghị các vấn đề liên quan đến tổ chức, hoạt động của các cơ quan hữu quan và các chính sách, biện pháp để giải quyết các vấn đề xã hội.

## Danh sách thành viên

### Khóa XV
- Chủ nhiệm:
  - Nguyễn Thúy Anh - Ủy viên Ủy ban Thường vụ Quốc hội
- Phó Chủ nhiệm:[2]
  1. Đặng Thuần Phong
  2. Nguyễn Hoàng Mai
  3. Lâm Văn Đoan
  4. Nguyễn Thị Kim Thúy
  5. Đỗ Thị Lan.

### Khóa XIV
- Chủ nhiệm:[3]
  - Nguyễn Thúy Anh - Ủy viên Ủy ban Thường vụ Quốc hội
- Phó Chủ nhiệm:
  - Bùi Sỹ Lợi - Đại biểu Quốc hội tỉnh Thanh Hóa
  - Nguyễn Hoàng Mai - Đại biểu Quốc hội tỉnh Tiền Giang
  - Lê Thị Nguyệt - Đại biểu Quốc hội tỉnh Vĩnh Phúc
  - Đặng Thuần Phong - Đại biểu Quốc hội tỉnh Bến Tre

### Khóa XIII
Danh sách thành viên Ủy ban về các vấn đề xã hội khóa XIII:
| STT | Chức vụ                    | Chức vụ                    | Họ và tên        | Kiêm nhiệm              | Kiêm nhiệm | Kiêm nhiệm                                       |
| STT | Chức vụ                    | Chức vụ                    | Họ và tên        | Đảng                    | Quốc hội | Khác                                             |
| --- | -------------------------- | -------------------------- | ---------------- | ----------------------- | --- | ------------------------------------------------ |
| 1   | Chủ nhiệm                  | Chủ nhiệm                  | Trương Thị Mai   | Ủy viên Trung ương Đảng | Ủy viên Thường vụ Quốc hội |                                                  |
| 2   | Phó Chủ nhiệm chuyên trách | Phó Chủ nhiệm chuyên trách | Nguyễn Thúy Anh  |                         | Phó Chủ tịch Nhóm nữ đại biểu Quốc hội Chủ tịch Nhóm nghị sĩ hữu nghị Việt Nam-Thụy Sĩ Phó Chi hội luật gia Văn phòng Quốc hội | Ủy viên Trung ương Hội liên hiệp phụ nữ Việt Nam |
| 3   | Phó Chủ nhiệm chuyên trách | Phó Chủ nhiệm chuyên trách | Đỗ Mạnh Hùng     |                         | Chủ tịch Nhóm Nghị sĩ hữu nghị Việt Nam-Angiêri                                                                                |                                                  |
| 4   | Phó Chủ nhiệm chuyên trách | Phó Chủ nhiệm chuyên trách | Bùi Sỹ Lợi       |                         | Thành viên Đoàn thư ký kỳ họp Ủy viên Thường vụ Đảng ủy cơ quan Văn phòng Quốc hội                                             |                                                  |
| 5   | Phó Chủ nhiệm chuyên trách | Phó Chủ nhiệm chuyên trách | Đặng Thuần Phong |                         | Ủy viên thường trực Uỷ ban Về các vấn đề xã hội của Quốc hội                                                                   |                                                  |
| 6   | Phó Chủ nhiệm chuyên trách | Phó Chủ nhiệm chuyên trách | Nguyễn Văn Tiên  |                         | |                                                  |

## Chủ nhiệm Ủy ban qua các thời kỳ
| Thứ tự | Họ tên                      | Thời gian   | Quốc hội khóa               |
| ------ | --------------------------- | ----------- | --------------------------- |
| 1      | Trần Quỳnh                  | 1975 - 1976 | Quốc hội khóa V             |
| 2      | Thiếu tướng Nguyễn Thị Định | 1976 - 1981 | Quốc hội khóa VI            |
| 3      | Trung tướng Lê Hiến Mai     | 1981 - 1987 | Quốc hội khóa VII           |
| 4      | Trung tướng Trần Độ         | 1987 - 1992 | Quốc hội khóa VIII          |
| 5      | Nguyễn Thị Thân             | 1992 - 1997 | Quốc hội khóa IX            |
| 6      | Nguyễn Thị Hoài Thu         | 1997 - 2007 | Quốc hội khóa X, XI         |
| 7      | Trương Thị Mai              | 2007 - 2016 | Quốc hội khóa XII, XIII     |
| 8      | Nguyễn Thúy Anh             | 2016 -      | Quốc hội khóa XIII, XIV, XV |